# Tillandsia filifolia
Tillandsia filifolia Schltdl. & Cham. è una pianta epifita appartenente alla famiglia delle Bromeliacee.

## Distribuzione e habitat
La specie è diffusa in Messico e America centrale.